# Malus transitoria
Espèce
Synonymes
- Malus transitoria var. glabrescens T.T.Yu & T.C.Ku[1]
- Pyrus transitoria Batalin[1] [2]
- Sinomalus transitoria (Batalin) Koidz.[1] [2]

Statut de conservation UICN

 DD  : Données insuffisantes
Malus transitoria est une espèce de plantes à fleurs de la famille des Rosaceae. C'est un pommier sauvage, originaire d'Asie (Chine).
Le latin transitoria signifie « vie courte ».

## Description
Malus transitoria est un arbre hermaphrodite à feuilles caduques. Il peut mesurer de 7 à 8 mètres de haut.
Les feuilles découpées virent au jaune en automne.
Les boutons floraux apparaissent au printemps. Ils sont pourpres, tandis que les fleurs de 2 à 3 cm de diamètre sont rose clair lorsqu'elles éclosent et deviennent blanches lorsqu'elles dépérissent. Elles donnent de petits fruits ronds orange de 6-8 mm de diamètre.

## Utilisation
Cette espèce peut être utilisée comme un arbre d'ornement pour ses fleurs voyantes au printemps et ses fruits restant longtemps sur l'arbre en hiver. En Chine, il est parfois utilisé comme porte-greffe du pommier.

## Liste des variétés
Selon Catalogue of Life (13 mai 2017) :
- variété Malus transitoria var. centralasiatica
- variété Malus transitoria var. glabrescens

Selon The Plant List (13 mai 2017) :
- variété Malus transitoria var. centralasiatica (Vassilcz.) T.T.Yu

Selon Tropicos (13 mai 2017) (Attention liste brute contenant possiblement des synonymes) :
- variété Malus transitoria var. centralasiatica (Vassilcz.) T.T. Yu
- variété Malus transitoria var. glabrescens T.T. Yu & T.C. Ku
- variété Malus transitoria var. toringoides Rehder
- variété Malus transitoria var. transitoria